# Алавердов, Валерий Владимирович
Валерий Владимирович Алавердов (29 мая 1939, Москва — 20 марта 2022) — российский учёный в области лётных испытаний космических аппаратов для исследования Луны, Марса и Венеры, доктор технических наук, профессор, заслуженный машиностроитель Российской Федерации (1996) лауреат Государственной премии СССР (1980).

## Биография
Родился 29 мая 1939 года в Москве.
Окончил Московский авиационный институт имени С. Орджоникидзе по специальности «инженер-механик» (1962), Институт повышения квалификации руководителей высшего звена государственного управления Академии народного хозяйства при Совмине СССР в области современных методов управления, организации производства и планирования (1987).
В 1962—1969 гг. работал в ЦНИИ машиностроения: инженер, старший инженер, начальник группы, начальник сектора.
В 1969—1991 гг. — главный специалист, начальник отдела, начальник отдела — заместитель главного инженера, первый заместитель начальника — главный инженер Главного управления научно-исследовательских и опытно-конструкторских работ Министерства общего машиностроения СССР. Руководил работой по развитию ракетно-космической техники. Участвовал в разработке и проведении летных испытаний космических аппаратов для исследования Луны, Марса и Венеры.
В 1991—1992 гг. — начальник комплексного отдела ракетно-космической техники Российской корпорации общего машиностроения «Рособщемаш»; в 1992—1993 гг. — первый заместитель генерального директора Российского космического агентства при Правительстве РФ; в 1993—1997 гг. — первый заместитель генерального директора Российского космического агентства.
Статс-секретарь — первый заместитель генерального директора Российского авиационно-космического агентства (июль 1999 — май 2002).
В 2002—2009 директор ФГУП «Организация „Агат“». Член коллегии Федерального космического агентства (с июня 2004 г.).

## Награды и звания
Доктор технических наук (29.09.2000), профессор (21.11.2001).
Лауреат Государственной премии СССР (1980) и премии Правительства Российской Федерации (1998 — за обеспечение длительной эксплуатации и поддержания технического состояния конструкции долговременных орбитальных космических станций «Салют», «Мир» и их модулей). Заслуженный машиностроитель Российской Федерации (09.04.1996).
Награждён орденами Трудового Красного Знамени, «Знак Почёта», медалями «За трудовую доблесть», «300 лет Российскому флоту», Благодарностью Президента Российской Федерации (1999), Почётной грамотой Правительства Российской Федерации (1999).

## Сочинения
- Маркетинг, коммерциализация и конверсия космической деятельности : Тексты лекций : [Учеб. пособие] / Моск. гос. авиац. ин-т (техн. ун-т); [В. В. Алавердов и др.]; Под ред. Ю. Н. Коптева. — М. : Изд-во МАИ, 1994. — 52,[2] с.; 20 см; ISBN 5-7035-1195-X